# Comté de Columbiana
Le comté de Columbiana – en anglais : Columbiana County – est un des 88 comtés de l'État de l'Ohio, aux États-Unis.
Son siège est fixé à Lisbon.